# Manoir de Lignol (Arradon)
Le manoir de Lignol est un édifice situé à Arradon en France.

## Localisation
Le manoir est situé sur le territoire de la commune d'Arradon, au lieu-dit Lignol, dans le département du Morbihan en région Bretagne.

## Description
Le manoir date du XVIIe siècle, édifice à plan allongé, type ternaire à un étage carré, élévation ordonnancée sans travées, construit en moellons de granite. Toiture à longs pans recouverte d'ardoises, pignon couvert, croupe, noue, toit en pavillon. Escalier dans-œuvre : escalier droit en charpente.

## Historique
Logis datant peut être du XVIIe siècle : une cheminée de la fin du XVIIe siècle subsiste .Façade très remaniée probablement avant 1852 (l'escalier date de la fin du XVIIIe siècle ou du début du XIXe siècle). Toiture datant de la fin du XIXe siècle : adjonction du pavillon central avec décor de toit (épis de faitage) en brique. Le plan cadastral de 1852 montre un labyrinthe de verdure, un grand bois à allées cavalières au nord est, ainsi qu'un vivier bassin au sud est.
Le manoir est inscrit à l'inventaire général du patrimoine culturel.